# Peter Kupljenik
Peter Kupljenik, slovenski protestanski pridigar, * med 1520 in 1530, Radovljica, Habsburška monarhija, † 20. maj 1595, Rim, Papeška država.

## Življenje
Peter Kupljenik se je rodil med 1520 in 1530 v Radovljici. Njegov oče je bil kovač. Okoli leta 1553 ga je oglejski patriarh posvetil v duhovnika. Nato je približno 10 let služboval kot župnik v Kovorju. Leta 1563 pa naj bi zaradi vpliva slovenskih in nemških protestantskih knjig postal protestant. Zato se je preselil v Kropo in se oženil. Okoli 1564 je začel pridigati v Lescah, kamor so ga hodili poslušat vsi sloji prebivalstva. Med njegovim slušatelji so bili tako kmetje, meščani in lokalno plemstvo. Plačevali so ga kranjski stanovi, podpirali pa tudi plemiči.
Kupljenik je leta 1571 izjavil da ima približno 400 obhajancev. Leta 1572 je nadvojvoda Karel od njegovega zaščitnika Dietrichsteina zahteval, naj Kupljenika odstrani s svojega posestva, če ne mu bo zaplenil posestvo. Tako je moral Kupljenik oditi v Begunje, kjer je še naprej pridigal. Nadvojvoda je 1580 prepovedal meščanom Radovljice hoditi v Begunje k protestantskim pridigam in ukazal Kupljenika zapreti. A to Kupljenika ni zmotilo, da ne bi še naprej pridigal, tako je bilo vse do leta 1587, ko so ga zajeli in ga izročili oglejskemu patriarhu, ki ga je posvetil v duhovnika. Da bi se rešil kazni, je 2. avgusta 1587 cerkvi v Vidmu vsaj na videz menda preklical svoje nauke in obljubil, da bo do smrti živel kot katolik. Odstavili so ga kot duhovnika in ga obsodili na smrt. Toda še isto leto so ga oprostili in 9. februarja 1590 je dobil od kranjskih deželnih stanov dovoljenje, da se lahko izseli iz dežele. Od tedaj se je za njim izgubila vsaka sled
Tako je veljalo vse do leta 1995, ko je italijanski zgodovinar Silvano Cavazza v okviru svoje raziskave o reformaciji v oglejski patriarhiji ugotovil, da je bil Kupljenik od maja 1590 zaprt v zaporih rimskega inkvizicijskega sodišča. V svoji veri je ostal trden in ni ničesar preklical, zato so ga 20. maja 1595 kot krivoverca sežgali na rimskem trgu Campo del Fiori, tako kot pet let pozneje znamenitega renesančnega misleca Giordana Bruna.
Njegov lik je navdahnil več slovenskih pisateljev. Omenjata ga Ivan Tavčar v Grajskem pisarju in V Zali ter Ivan Pregelj v Bogovcu Jerneju (1923), Andrej Budal je 1911 o njem napisal povest Križev pot Petra Kupljenika (knjižni natis 1924), Alojz Rebula pa v zbirki Arhipel novelo  Peter Kupljenik (2002).